# Одноосные кристаллы
Одноосными называются кристаллы, оптические свойства которых обладают симметрией вращения относительно некоторого направления, называемого оптической осью кристалла.
К одноосным кристаллам относятся все кристаллы тетрагональной, гексагональной и ромбоэдрической систем. Кристаллы кубической системы являются в оптическом отношении оптически изотропными.
Чаще всего термин одноосный кристалл употребляется в связи с таким его оптическим свойством как двулучепреломление. Так если свет будет распространяться вдоль оптической оси одноосного кристалла), то двойного лучепреломления происходить не будет. Однако если луч света будет не параллелен оптической оси, то, при прохождении через кристалл он расщепится на два: обыкновенный и необыкновенный, которые будут взаимно перпендикулярно поляризованы.
Так Исландский шпат , являющегося разновидностью кальцита (карбоната кальция — CaCO3), встречается в природе в виде довольно больших и оптически чистых кристаллов. Его обыкновенный показатель преломления no = 1,6585, необыкновенный ne  = 1,4863 (для желтой линии). Благодаря большому различию no  и ne  двойное лучепреломление в исландском шпате выражено очень отчетливо. Кристаллы исландского шпата наиболее удобны для демонстрации двойного лучепреломления и являются наилучшим материалом для изготовления поляризационных призм и других поляризационных приборов, однако теперь известно много других естественных и искусственных кристаллов с аналогичными свойствами.

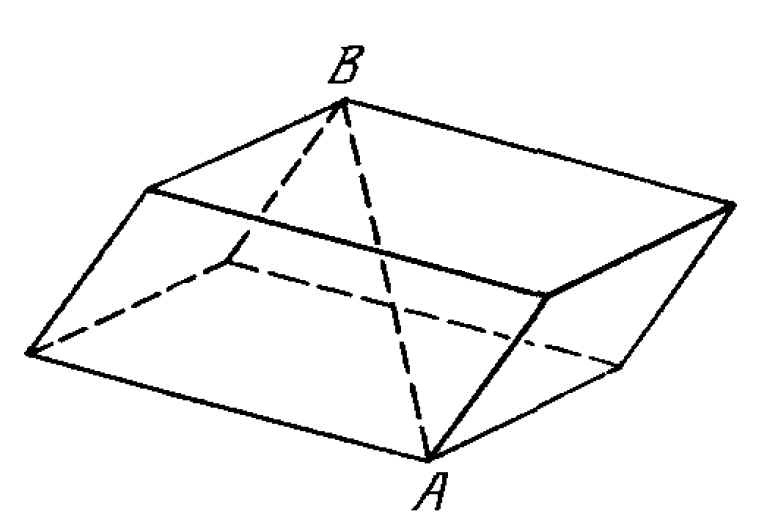
Схематический рисунок ромбоэдрической формы кристаллов Исландского шпата. Прямая А – В – кристаллографическая ось кристалла.

## Кристаллографическая ось
Кристаллы Исландского шпата принадлежат к гексагональной системе, но встречаются в различных формах. Каждый кристалл раскалыванием легко привести к форме ромбоэдра, ограниченного шестью подобными параллелограммами с углами 78°08' и 101°52' (см. рис). В двух противоположных вершинах А и В сходятся стороны трех тупых углов, в остальных — стороны одного тупого и двух острых. Прямая, проходящая через точки А и В и одинаково наклоненная к ребрам, сходящимся в этих точках, называется кристаллографической осью кристалла Исландского шпата, и любая прямая, параллельная ей, будет являться оптической осью этого кристалла.

## Тензор диэлектрической проницаемости

Волновые вектора и направление распространения света

Диэлектрическая проницаемость связывает электрическую индукцию {\displaystyle \mathbf {D} } и напряжённость электрического поля {\displaystyle \mathbf {E} }. В электрически анизотропных средах компонента вектора напряжённости {\displaystyle E_{i}} может не только влиять на ту же самую компоненту вектора электрической индукции {\displaystyle D_{i}}, но и порождать другие его компоненты {\displaystyle D_{j}(j\neq i)}. В общем случае проницаемость является тензором,
Вектор напряжённости электрического поля {\displaystyle \mathbf {E} } и вектор электрической индукции поля {\displaystyle \mathbf {D} } электромагнитной волны (светового луча), распространяющейся в кристалле, можно разложить на составляющие {\displaystyle E_{i}} Еιι, Dιι  вдоль оптической оси и составляющие  Е ↓ , D ↓ , перпендикулярные к ней.
Тогда
Dιι = ειιЕιι
и
D↓ = ε↓Е ↓ 
где ειι и ε↓. — постоянные, называемые продольной и поперечной диэлектрическими проницаемостями кристалла. К этим двум величинам и сводится тензор диэлектрической проницаемости одноосного кристалла.

## Главное сечение
Плоскость, в которой лежат оптическая ось кристалла и нормаль N к фронту волны, называется главным сечением кристалла. 
Если вектор электрической индукции поля {\displaystyle \mathbf {D} } перпендикулярен к главному сечению, то скорость волны не зависит от направления её распространения, и такая волна называется обыкновенной. Если вектор электрической индукции поля {\displaystyle \mathbf {D} } лежит в главном сечении, то скорость распространения волны меняется с изменение направления волновой нормали, поэтому такая волна называется необыкновенной.

## Волновые пластинки
Кристалл, оптическая ось которого находится в ориентации, параллельной оптической поверхности, может быть использована для создания волновой пластинки, в которой нет искажения изображения, а происходит изменение состояния поляризации падающей волны. Например, четвертьволновая пластинка обычно используется для создания круговой поляризации от линейно поляризованного источника.

## Виды одноосноых кристаллов
В таблице ниже перечислены основные показатели преломления (на длине волны 590 нм) некоторых наиболее известных одноосных кристаллов.
| Материал                    | Кристаллическая система | no     | ne     | Δn      |
| --------------------------- | ----------------------- | ------ | ------ | ------- |
| Борат бария BaB2O4          | Тригональная            | 1.6776 | 1.5534 | −0.1242 |
| Берилл Be3Al2(SiO3)6        | Гексагональная          | 1.602  | 1.557  | −0.045  |
| Кальцит CaCO3               | Тригональная            | 1.658  | 1.486  | −0.172  |
| Лёд H2O                     | Гексагональная          | 1.309  | 1.313  | +0.004  |
| Ниобат лития LiNbO3         | Тригональная            | 2.272  | 2.187  | −0.085  |
| Фторид магния MgF2          | Тетрагональная          | 1.380  | 1.385  | +0.006  |
| Кварц SiO2                  | Тригональная            | 1.544  | 1.553  | +0.009  |
| Рубин Al2O3                 | Тригональная            | 1.770  | 1.762  | −0.008  |
| Рутил TiO2                  | Тетрагональная          | 2.616  | 2.903  | +0.287  |
| Сапфир Al2O3                | Тригональная            | 1.768  | 1.760  | −0.008  |
| Карбид кремния SiC          | Гексагональная          | 2.647  | 2.693  | +0.046  |
| Турмалин (complex silicate) | Тригональная            | 1.669  | 1.638  | −0.031  |
| Циркон, высокий ZrSiO4      | Тетрагональная          | 1.960  | 2.015  | +0.055  |
| Циркон низкий ZrSiO4        | Тетрагональная          | 1.920  | 1.967  | +0.047  |